# Konsenzus
Za Wikipedijino pravilo, vidi Wikipedija:Konsenzus.
Konsenzus ili sporazumna jednoglasna odluka je postupak donošenja odluka koji se ne zasniva na "vladavini većine" već na najvećoj mogućoj suglasnosti unutar skupine. Umjesto da većina donosi odluke u ime skupine, svi ljudi imaju jednako vrijedan glas i moć, točnije utjecaj pri donošenju odluke. Konsenzus je postignut kada se svi članovi grupe, odbora ili organizacije slažu s prijedlogom najboljim za skupinu; pojedinci se ne moraju slagati sa svim stavkama prijedloga, ali obaveza prema zajednici i potreba čine da konsenzus djeluje.
Drugim riječima konsenzus počiva na tezi da nijedna političko-društvena zajednica ne može postojati bez minimuma integracije, a samim time bez konsenzusa.

## Korištenje konsenzusa u donošenju odluka
Konsenzus omogućava skupinama da istražuju zajednička rješenja dok se ne pojavi ono najbolje za grupu. Konsenzus osigurava da svako ima glas pri donošenju odluka i time spaja sve ideje u jedan plan s čijim se izvršavanjem svi učesnici slažu. Pošto se svi sudionici slažu s odlukom, ljudi se puno više trude da provedu u djelo ono što su odlučili. Ovaj postupak povećava predanost ljudi da svoje odluke i ostvare. Konsenzus je važan, jer dozvoljava manjinskim grupama da se izjasne i da se njihovi prijedlozi uzmu u obzir, pritom ohrabrujući ljude s različitim pogledima i mišljenjima na suradnju. Konsenzus pokušava da umanji dominaciju i ojača zajednicu u postupku donošenja odluka. 

## Kako konsenzus djeluje
Skupina prvo mora definirati sporno pitanje: što se treba odlučiti?.
Potom se raspravlja o pitanju. Nakon što je grupa dovoljno raspravila stvar, netko treba dati prijedlog (bilo bi dobro da se nekoliko prijedloga sačini i prije sastanka) za određen plan akcije. Vođa diskusije bi trebao zatražiti od diskutanata da daju prijedlog, ako ima osjećaj da se ponavljaju uvijek iste stavke.
Nakon što je prijedlog napravljen, postavljaju se pitanja da bi se prijedlog razjasnio. Još uvijek nije vrijeme da se razgovara za ili protiv prijedloga. Tada se sačini lista svih prigovora koje ljudi imaju u vezi prijedloga. Sve probleme treba riješiti daljnjom raspravom ili ispravcima prijedloga. Ako nema prigovora, konsenzus je postignut. Vođa rasprave treba upitati ima li suzdržanih. Ljudi koji su suzdržani imaju prigovore koji nisu riješeni, ali koji neće sprječavati da se rasprava i donošenje odluke nastavi. Nakon toga, on ili ona upita ima li onih koji blokiraju odluku. Ljudi koji blokiraju odluku imaju prigovore koji nisu razriješeni i koji ne dozvoljavaju da se odluka donese u ime cijele grupe. Blokirati prijedlog je ozbiljna odluka i mora se zasnivati na uvjerenju da je prijedlog protivan načelima grupe. Ako se blokada dogodi, grupa mora sama procijeniti kako nastaviti. Ako nema ljudi koji sprječavaju odluku, konsenzus je postignut.